# Бартко, Ян
Ян Ба́ртко, литературный псевдоним — Шчипальца, немецкий вариант — Йоганнес Бартке (в.-луж. Jan Bartko, Šćipalca, нем. Johannes Bartke, 16 ноября 1821 года, деревня Дробы, Лужица, Германия — 18 мая 1900 года, Будишин, Лужица, Германия) — лужицкий писатель, поэт, педагог и общественный деятель. Писал на верхнелужицком языке.

## Биография
Родился 16 ноября 1821 года в серболужицкой крестьянской семье в деревне Дробы. С 1836 года по 1839 год обучался в педагогическом училище в Жидове. С 1839 год по 1843 год обучался в Крайноставской педагогической семинарии в Будишине. После получения педагогического образования преподавал с 1845 года по 1857 год в деревне Хвачицы и с 1857 года по 1890 год в деревне Носачицы. Во время немецкой революции 1848—1849 годов выступал за права лужицких крестьян. Был членом Радворского серболужицкого крестьянского общества. С 1848 года вместе с Яном Велей-Радисербом издавал еженедельный журнал «Serbski nowinkar». На страницах этого журнала публиковались статьи, призывающие к социально-экономическим реформам и выступающие за упразднение монархии и установление республики. Подписал серболужицкую Крестьянскую петицию к Саксонскому парламенту. В 1847 году участвовал в создании серболужицкой культурно-просветительской организации «Матица Сербская». С 1894 года был председателем выборного совета Сербского дома в Будишине и с 1893 года по 1898 год был руководителем Дома Матицы сербской. С 1898 года был почётным членом Матицы сербской.
В 1890 году вышел на пенсию и переехал в Будишин.

## Сочинения
- Oberlin. Jeho žiwjenje a skutkowanje w Kamjenjodoli ze wšelakich žórłow wučerpał, Budyšin 1865
- Něšto za našich lubuškow — Łužičan 6 (1865), str. 55-67
- Prěnja čitanka za serbske šule. Erstes Lesebuch für den vereinigten Sprach-, Schreib- und Leseunterricht in wendisch-deutschen Schulen. Budyšin 1872, 1882, 1883, 1887.
- Bibliske stawizny za serbsko-němske šule. Budyšin 1880.